# Quận Brunswick, North Carolina
Quận Brunswick là một quận nằm ở tiểu bang Bắc Carolina.  Dân số năm 2008 là 103.160 người. Quận lỵ đóng ở Bolivia6.

## Địa lý
Theo Cục điều tra dân số Hoa Kỳ, quận có tổng diện tích 1,050 dặm Anh vuông (2.720 km²), trong đó, 855 dặm Anh vuông (2.214 km²) là diện tích đất và 195 dặm Anh vuông (506 km²) trong tổng diện tích (18,59%) là diện tích mặt nước.

### Các thị trấn
Quận được chia thành 6 xã: Lockwoods Folly, Tây bắc, Shallotte, Smithville Township, Town Creek, và Waccamaw.

### Các quận giáp ranh
- Quận Pender, Bắc Carolina - Bắc-đông bắc
- Quận New Hanover, Bắc Carolina - Đông
- Quận Horry, Nam Carolina - Tây nam
- Quận Columbus, Bắc Carolina - Tây bắc

## Thông tin nhân khẩu
Theo cuộc điều tra dân số2 tiến hành năm 2000, quận này có dân số 73.143 người, 30.438 hộ, và 22.037 gia đình sinh sống trong quận này. Mật độ dân số là 86 người trên mỗi dặm Anh vuông (33/km²). Đã có 51.431 đơn vị nhà ở với một mật độ bình quân là 60 trên mỗi dặm Anh vuông (23/km²).  Cơ cấu chủng tộc của dân cư sinh sống tại quận này gồm 82,30% người da trắng, 14,38% người da đen hoặc người Mỹ gốc Phi, 0,68% người thổ dân châu Mỹ, 0,27% người gốc châu Á, 0,04% người các đảo Thái Bình Dương, 1,32% từ các chủng tộc khác, và 1,01% từ hai hay nhiều chủng tộc.  2,68% dân số là người Hispanic hoặc người Latin thuộc bất cứ chủng tộc nào.
Có 30,438 hộ trong đó có 25,70% có con cái dưới tuổi 18 sống chung với họ, 58,10% là những cặp kết hôn sinh sống với nhau, 10,20% có một chủ hộ là nữ không có chồng sống cùng, và 27,60% là không gia đình. 22,90% trong tất cả các hộ gồm các cá nhân và 8,60% có người sinh sống một mình và có độ tuổi 65 tuổi hay già hơn.  Quy mô trung bình của hộ là 2,38 còn quy mô trung bình của gia đình là 2,76,
Phân bố độ tuổi của cư dân sinh sống trong huyện là 21,20% dưới độ tuổi 18, 7,00% từ 18 đến 24, 25,70% từ 25 đến 44, 29,20% từ 45 đến 64, và 16,90% người có độ tuổi 65 tuổi hay già hơn.  Độ tuổi trung bình là 42 tuổi. Cứ mỗi 100 nữ giới thì có 96,70 nam giới. Cứ mỗi 100 nữ giới có độ tuổi 18 và lớn hơn thì, có 94,90 nam giới.
Thu nhập bình quân của một hộ ở quận này là $35.888, và thu nhập bình quân của một gia đình ở quận này là $42.037, Nam giới có thu nhập bình quân $30.138 so với mức thu nhập $22.066 đối với nữ giới. Thu nhập bình quân đầu người của quận là $19.857, Khoảng 9,50% gia đình và 12,60% dân số sống dưới ngưỡng nghèo, bao gồm 19,40% những người có độ tuổi 18 và 8,10% là những người 65 tuổi hoặc già hơn.